# Hill River (rivière)
Pour les articles homonymes, voir Hill.
Hill River désigne une rivière et une ville de la région de Wheatbelt en Australie occidentale.